# 李邈 (三国)
李邈（？—234年），字汉南，益州廣漢郪縣（今四川三台縣）人，三國時期蜀漢官吏，官至犍為太守、丞相參軍、安漢將軍。因其性格疏狂率直，故不在「李氏三龍」的行列中。

## 生平
李邈是治中从事李邵的哥哥，東漢末年隸屬益州牧劉璋，擔任牛鞞長。
建安十九年（214年），劉備奪取益州，領益州牧後，被任命為益州從事。任內曾面責劉備本受劉璋之邀來防衛益州，而劉備卻奪去劉璋的地盤。刘备问，既然你觉得我不对，为什么不帮刘璋？李邈说，不是不敢，是能力不足。官吏將欲處死，得諸葛亮求情才免死。
很久過後，任犍為太守、丞相參軍、安漢將軍。在諸葛亮第一次北伐時，李邈亦有隨從。後馬謖於街亭之戰大敗，導致北伐功虧一簣，諸葛亮將依軍令斬之，李邈上諫勸阻。但因諫言不合諸葛亮的意願，故被遣返蜀地。
蜀漢建興十二年（234年），諸葛亮去世，後主刘禅祭祀三日。李邈卻上諫稱慶，將諸葛亮比作呂祿、霍禹，稱其“身杖强兵，狼顧虎視”，劉禪大怒，把他下獄處死。

## 評價
- 常璩《華陽國志·卷十中》給廣漢的四十六人寫了讚語，其中包括李邈：「漢南哽哽，天奪其守。」（讚李邈）「詵詵彥造，或哲或友。昭德音芳，垂名厥後。」（總讚）
- 任乃強《華陽國志校補圖注》：「《常志》於罪誅者例不贊，《目錄》亦不收。惟於彭羕、李邈讚之，意以為冤故也。」
- 裴松之《三國志注》：「以朝、邵及早亡者為三龍。邈之狂直，不得在此數。」
- 王士騏：「邈之免死，亮之力也；而一言失意，直以狼虎目之，邈真險人哉！」[11]

## 家族
李邈有多位兄弟，其中李朝、李邵最为知名，此外另有一位弟弟早亡，三人并称李氏三龍。其中李朝子孙在晋朝仍有出仕记录，多在蜀地南部诸郡任职。

## 相关

### 影视形象
- 《风起陇西》：赵铮饰李邈。